# ValdarnoCinema Film Festival
ValdarnoCinema Film Festival è un festival cinematografico che si tiene a San Giovanni Valdarno (AR) dal 1983. Già Valdarno Cinema Fedic, nel 2018 il festival diventa indipendente e si stacca dalla FEDIC.

## Storia
Il festival nasce come competizione riservata ai soci della Federazione italiana dei cineclub (FEDIC), una delle nove Associazioni riconosciute dal Dipartimento dello Spettacolo, nonché l'unica che si occupa della produzione cinematografica e videografica oltre alla visione delle opere.
Dal 1994 la competizione è stata aperta agli autori indipendenti, ovvero non associati ai cineclub FEDIC.
Fra le maggiori personalità che hanno preso parte alla manifestazione vi sono stati: 
- I registi: Roberto Andò, Emanuele Barresi, Giuseppe Bertolucci, Damiano Damiani, Antonello De Leo, Peter Del Monte, Maura Delpero, Giuseppe De Santis, Luigi Faccini, Giuseppe Ferrara, Emidio Greco, Luigi Magni, Salvatore Maira, Mario Martone, Luca Mazzieri, Mario Monicelli, Franco Piavoli, Giuseppe Piccioni, Pasquale Pozzessere, Nelo Risi, Pasquale Scimeca, Tonino Valerii, Florestano Vancini, Luca Verdone, Mimmo Calopresti[3], Abel Ferrara[4].
- I critici cinematografici: Ermanno Comuzio, Everardo Dalla Noce, Claudio G. Fava, Giovanni Grazzini, Ernesto G. Laura, Morando Morandini.
- Gli attori: Giulia Boschi, Lino Capolicchio, Roberto De Francesco, Giulia Fossà, Carla Gravina, Florence Guérin, Tiziana Lodato, Stefania Montorsi, Maria Rosaria Omaggio, Antonella Ponziani, Karin Proia, Galatea Ranzi, Francesco Salvi, Giovanni Scifoni.
- I produttori: Floria Aprea, Gianluca Arcopinto, Minnie Ferrara, Marina Piperno, Enzo Porcelli.

## Struttura del Festival
Il concorso si divide in due sezioni:
- Lungometraggi, riservata a opere di finzione o documentari di durata superiore a trenta minuti;
- Cortometraggi, riservata a opere di finzione o documentari di durata inferiore o pari a trenta minuti.

Vi sono inoltre altre due sezioni per i non ammessi:
- Vetrina FEDIC, destinata alle migliori opere di autori FEDIC non ammesse al concorso;
- Spazio Toscana, destinata alle migliori opere, non ammesse al concorso, di autori nati o residenti in Toscana.

Nel corso degli anni alla manifestazione sono stati aggiunti eventi, seminari e convegni.
Media Partner - Diari di Cineclub

## Premi
Durante il Festival sono assegnati i seguenti premi:
- Premio Marzocco alla migliore opera in assoluto
- Premio Speciale Amedeo Fabbri per il miglior cortometraggio
- Premio Speciale Adriano Asti per il miglior lungometraggio
- Premio Luciano Becattini per il miglior documentario
- Giglio fiorentino per il miglior attore
- Giglio fiorentino per la miglior attrice
- Premio Cineclub Fedic Sangiovannese
- Premio Diari di Cineclub
- Premio Banca del Valdarno
- Premio ANPI
- Premio Giuria Giovani
- Premio Basaglia